# مارع
مارع، شهری در ۳۵ کیلومتری شمال شهر حلب سوریه است. ۲۵ کیلومتر با مرز سوریه با ترکیه فاصله دارد. ۴۰۰۰۰ تن در آن ساکنند. پیشینه اش به زمان اسکندر مقدونی باز می‌گردد.
این شهر در پی عملیات سپر فرات به تصرف ارتش آزاد سوریه (تحت حمایت ترکیه) در آمد.